# Закон за запазване на масата
Законът за запазване на масата е физичен закон, съгласно който масата на една физична система се запазва при всички природни и изкуствени процеси.
В метафизична форма, съгласно която веществото е несътворимо и неунищожимо, този закон е известен от най-древни времена. По-късно се появява количествена формулировка, съгласно която мярка за количеството вещество е теглото (а от края на 17 век – масата).
От гледна точка на класическата механика и на химията, запазват се общата маса на затворена физична система, равна на сумата от масите на компонентите на тази система (т.е. масата се приема за адитивна). Този закон с голяма точност е верен в областта на приложимост на нютоновата механика и химия, тъй като релативистичните корекции в тези случаи са пренебрежимо малки.
В съвременната физика концепцията и свойствата на масата съществено са преразгледани. Масата вече не е мярка за количеството вещество, а законът за запазване на масата е свързан тясно със закона за запазване на вътрешната енергия на системата. За разлика от класическия модел, запазва се масата само на изолирана физична система, т.е. при отсъствие на обмен на енергия с външната среда. Не се запазва сумата от масите на компонентите от системата (масата е неадитивна). Например, при радиоактивен разпад в изолирана система, състояща се от вещество и радиация, съвкупната маса на веществото се намалява, но масата на системата се запазва, въпреки че масата на радиацията може да е нулева.

## История
Законът за запазване на масата исторически се е разбирал като една от формулировките на закона за запазване на материята. Един от първите, които са го формулирали, е древногръцкият философ Емпедокъл (5 век пр.н.е.):
Нищо не може да произлезе от нищо, и не може това, което го има, да се унищожи.
 Преди Емпедокъл „принципът на запазването“ се е прилагал от представителите на Милетската школа за формулировка на теоретичните представи за „изначалното“ веществото, основата на всичко съществуващо. По-късно аналогичен тезис изказват Демокрит, Аристотел и Епикур (в преразказа на Лукреций Кар).
Средновековните учени също не са изказвали никакви съмнения по отношение истинността на този закон. Френсис Бейкън през 1620 г. провъзгласява: „Сумата на материята остава винаги постоянна и не може да бъде увеличена или намалена… нито една най-малка нейна част не може да бъде нито „надвита“ от цялата маса на света, нито разрушена от общата сила на всички агенти, нито въобще по какъвто и начин да бъде унищожена.“.
В хода на развитието на алхимията, а след това и на научната химия, е забелязано, че при всякакви химични превръщания сумарното тегло на реагентите не се променя. През 1630 г. Жан Ре, химик от Перигор, пише на Мерсен:

Теглото толкова тясно е свързано с веществото на елементите, че те, превръщайки се един в друг, винаги запазват същото тегло.

С появяването в трудовете на Исак Нютон на понятието маса като мярка за количество вещество, формулировката на закона за запазване на материята е уточнена: масата е инвариант, тоест при всички процеси общата маса не се намалява и не се увеличава (теглото, както посочва Нютон, не е инвариант, доколкото формата на Земята е далече от идеалната сфера).
През 1673 г. опитите на Робърт Бойл поставят закона за запазване на масата под съмнение – той установил, че при химична реакция с нагряване теглото на веществото се увеличило. Бойл от това прави извода, че носителят на толината („флогистон“, по тогавашната терминология) има тегло; тази хипотеза възстановила доверието към запазването на масата. Обаче веднага след публикацията на Бойл френският химик Шерубен д'Орлеан (Chérubin d'Orleans, 1679 г.) посочва грешката на Бойл: увеличението на теглото става за сметка на въздуха, докато в запоен съд теглото се запазва неизменно. По-късно, през 1755 г., за това пише и Михаил Ломоносов в писмо до Леонард Ойлер (виж текста във Викитека):
Всички срещащи се в природата изменения стават така, че ако към едно се прибавя нещо, то от друго това нещо се отнема. Така, колкото материя се прибавя към някое тяло, точно толкова губи друго тяло, колкото часа аз губя за сън, толкова отнемам от бодърстването и т.н.
В СССР въз основа на тази фраза на М. В. Ломоносов той е обявен за автор на закона за запазване на масата, въпреки че той никога не е претендирал за такъв приоритет и в своя „Обзор на най-важните открития“ той не споменава този закон. Съвременните историци смятат подобни претенции за неоснователни. Известният физик и научен историк Я. Г. Дорфман опровергава мнението, че уж законът за запазване на масата е бил изведен от Ломоносов въз основа на опити със загряване на метали или че той бил подлагал закона на проверка при помощта на такива опити. Всеобщият закон е формулиран от Ломоносов въз основа на общофилософски материалистични съображения, той никога не се е съмнявал в него и не го е проверявал, а напротив, законът му е служил като твърда изходна позиция във всички изследвания през целия му живот. Това „авторство“ на закона от много години се разпространява и в българските източници.
През следващите години, чак до създаването на физиката на микросвета, законът за запазване на масата се считал за истинен и очевиден. Имануел Кант обявява този закон за постулат в естествознанието (1786). Лавоазие в „Начален учебник по химия“ (1789) привежда точна количествена формулировка на закона за запазване масата на веществото, обаче не го обявява за някакъв нов и важен закон, а просто го споменава мимоходом като отдавна известен и достоверно установен факт. За химичните реакции Лавоазие формулира закона чрез следните изрази:
Нищо не се създава нито в изкуствените процеси, нито в природните, и може да се изкаже положението, че при всяка операция [химична реакция] има еднакво количество материя преди и след нея, че качеството и количеството на началните [вещества] остават същите, станали са само премествания, прегрупирания. На това положение се основава цялото изкуство да се правят опити в химията.
С други думи, запазва се масата на затворената физична система, в която протича химичната реакция, а сумата на масите на всички вещества, встъпили в тази реакция, е равна на сумата от масите на всички продукти от реакцията (т.е. масата също се запазва). Масата, по този начин, се смята за адитивна.